# La Blanquera de Dalt
La Blanquera de Dalt és una masia d'Amer (Selva) inclosa a l'Inventari del Patrimoni Arquitectònic de Catalunya.

## Descripció
Edifici aïllat i format per varis adossats, de tres plantes i coberta de doble vessant a laterals. Les façanes eren arrebossades i una de les parts presentava la pedra vista. El conjunt d'edificacions consta de la casa original, formada per dos sectors, dependències de treball i d'estabulació de bestiar, una bassa, un forn adossat, algun contrafort pel desnivell, restes d'una era de batre, diverses parets d'altres estructures i una casa, l'única part ben arranjada. Actualment, està enrunada i la major part dels sostres són caiguts i les pedres de moltes de les antigues obertures ja no hi són.
La casa original està formada per dos sectors, un més avançat que l'altre. Encara que ara de la façana principal gairebé no en quedi més que trossos de paret, hi havia un gran portal adovellat de pedra sorrenca, format amb grans blocs i un finestral gòtic d'arc conopial i guardapols, amb decoració floral a les impostes i l'ampit motllurat. Aquest primer sector tenia la coberta d'un sol vessant a laterals. L'única part que resta amb pedres escairades és la cadena cantonera. Sobre aquesta paret hi ha una instal·lació de plaques fotoelèctriques que es dirigeix cap a la casa arranjada.
El segon sector estava cobert amb una teulada de doble vessant, de la qual no resta més que una part de les obertures del badiu del segon pis. A la planta baixa hi ha una part de la porta i una finestra de permòduls i un cobert de columnes metàl·liques i fibrociment (uralita). La cadena cantonera d'aquest sector, pel primer i segon pis, ha estat arrencada. Només queda una finestra amb totes les seves pedres del marc.
A la part posterior també hi ha una de les finestres amb els emmarcaments arrencats.
Al costat hi ha una casa, potser una antiga cort o habitatge secundari, que està arranjat i funciona com a segona residència molt esporàdica. A la cadena cantonera dreta d'aquest edifici hi ha una pedra ben escairada de pedra sorrenca (destaca perquè la majoria de les pedres són calcàries) amb la data gravada de 1685.

## Història
Restes d'una antiga masia datada del segle xvi, amb reformes durant els segles posteriors.
Fou abandonada a mitjans del segle xx i actualment es troba en avançat estat d'enrunament.
Pel que fa a les dovelles de la porta principal i la finestra d'arc conopial lobulat del primer pis, estan desaparegudes i possiblement van ser venudes il·legalment.
De l'existència del portal adovellat i la finestra gòtica en tenim constància per un dibuix fet abans de desmuntar el portal i guardat a l'Arxiu del Museu d'Arqueologia de Catalunya a Pedret, Girona. A l'inventari del Patrimoni Arqueològic i Arquitectònic de Joan Llinàs i Jordi Merino (2000) apareix una reproducció d'aquest dibuix com a identificador del mas.